# Manuel Nobre Canelas

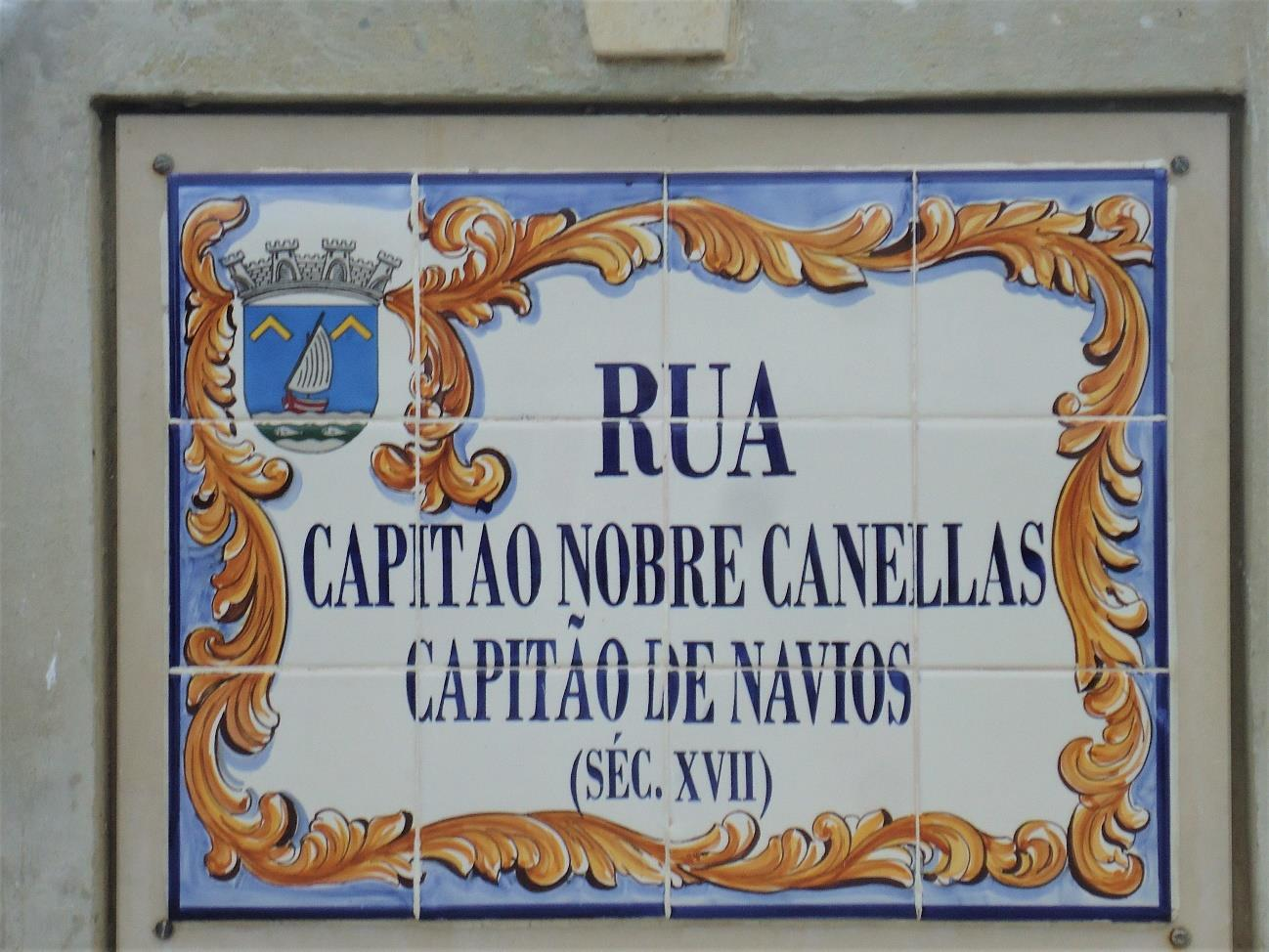
Placa de Rua em Cabanas de Tavira

## Vida

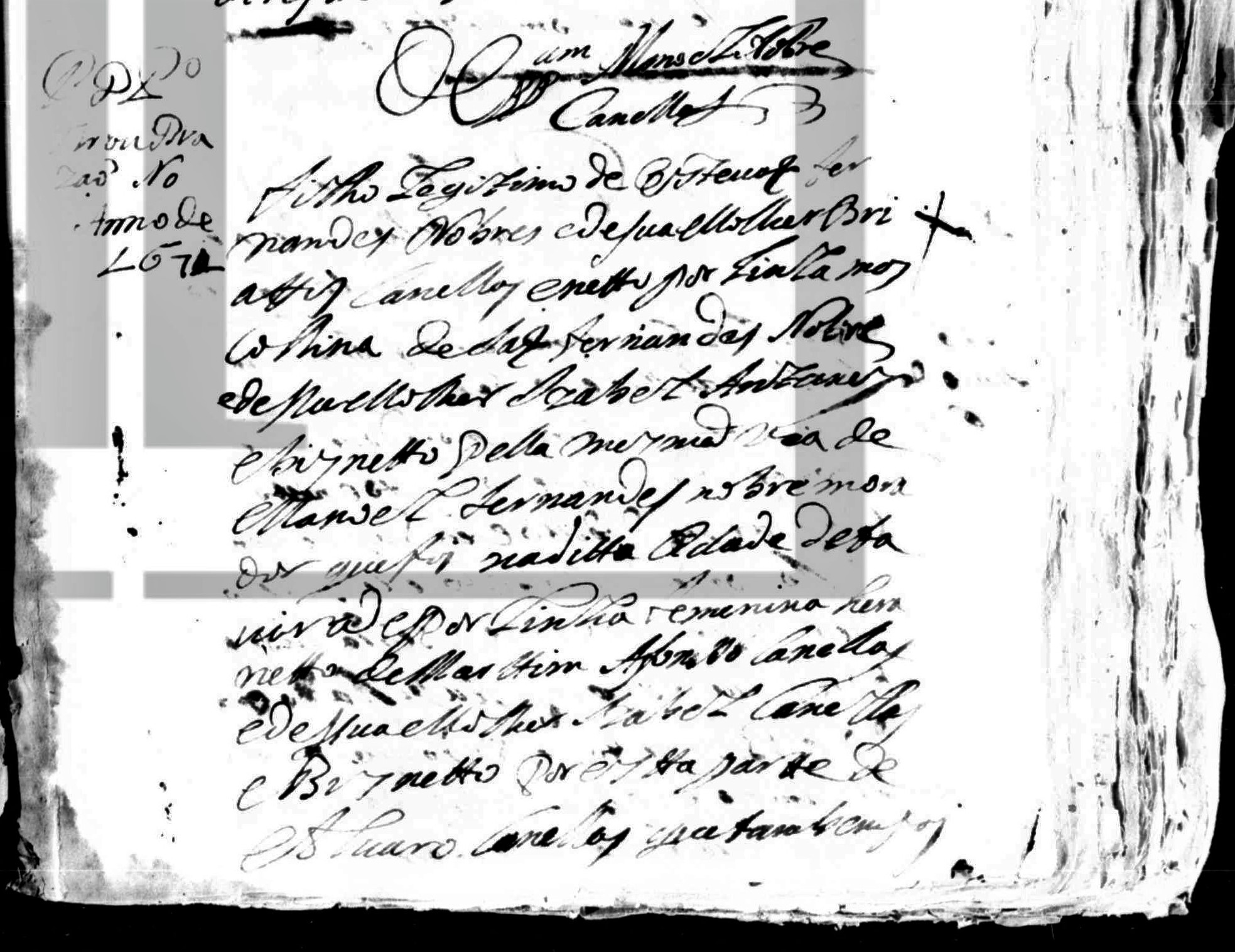
Carta de armas de Manuel Nobre Canelas (1671) em Tavira.

Manuel Nobre Canelas (Manoel Nobre Canellas, Manuel Noble Canelas), nascido em Tavira a 4 de Julho de 1611, numa família da pequena nobreza da cidade, um dos filhos, do casal Estevão Fernandes Nobre, natural de Tavira e de Brites Canelas, natural de Moncarapacho. Faleceu com testamento, em Cartagena das Índias a 1 de Junho de 1672. Foi capitão de navio, cavaleiro da Ordem de Cristo, fidalgo de Cota de armas 27/6/1671 (brasão partido,1º Nobre, 2º Canelas. Timbre de Nobre).  Descendente de Manuel Fernandes Nobre.
Fez fortuna com a carreira comercial das Índias de Castela, instalando-se no Panamá, onde foi homem da governança, sendo duas vezes alcaide ordinário desta cidade. Foi um dos moradores do Panamá que contribuiu com 87 marcos de prata para se pagar o resgate de 350.000 ducados imposto pelo corsário Inglês Henry Morgan por ocasião do seu ataque a Porto Belo.

## A doação

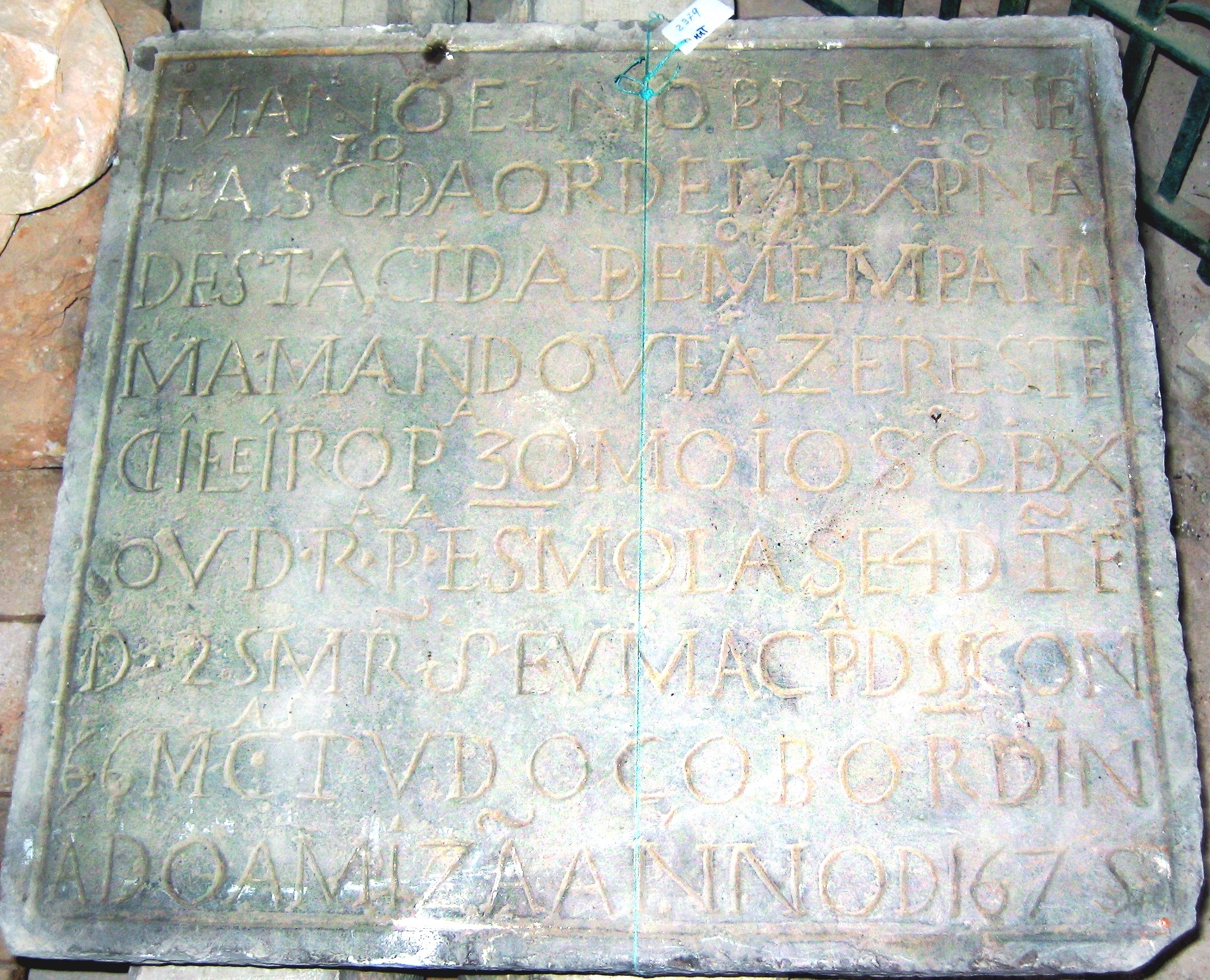
Lapide da doação de Nobre Canelas à Misericórida de Tavira (1674). Ver transcrição ao lado.

Em 1674, por escritura, institui em Tavira um legado denominado “Obra Pia das esmolas”, que fica a cargo da igreja da Misericórdia. Deixou 9000 patacas de ouro para dotar esta obra de caridade, estabelecendo entre outras vontades que se desse anualmente 30.000 réis (passando depois para 25.000) para os dotes de casamento de 4 donzelas pobres e recatadas de preferência suas parentes. Esta “Obra pia”, distribuía pela Páscoa 18 alqueires de trigo aos pobres capuchinhos do convento de S. António, a mesma quantidade aos de S. Francisco e S. Paulo da Alagoa e 6 alqueires para as Bernardas. Estipulou que quando da distribuição aos conventos, os seus parentes, cada um cabeça de família, recebia 6 alqueires. A mesma quantidade era dada aos pobres do Hospital do Espirito Santo. Este legado comtemplava ainda a distribuição de pão amassado aos presos da cadeia, aos pobres que pedem nas ruas, pedindo para fazer o levantamento “em toda a cidade da gente pobre”.
Mandou construir em frente da igreja da Misericórdia, um celeiro para guardar e distribuir os cereais, que tinha uma lápide (hoje num depósito/reserva da CMT) epigráfica, com as seguintes dimensões, altura 62,00 cm, largura 67,00 cm, profundidade 13,00 cm. Inscrição da lápide:
```

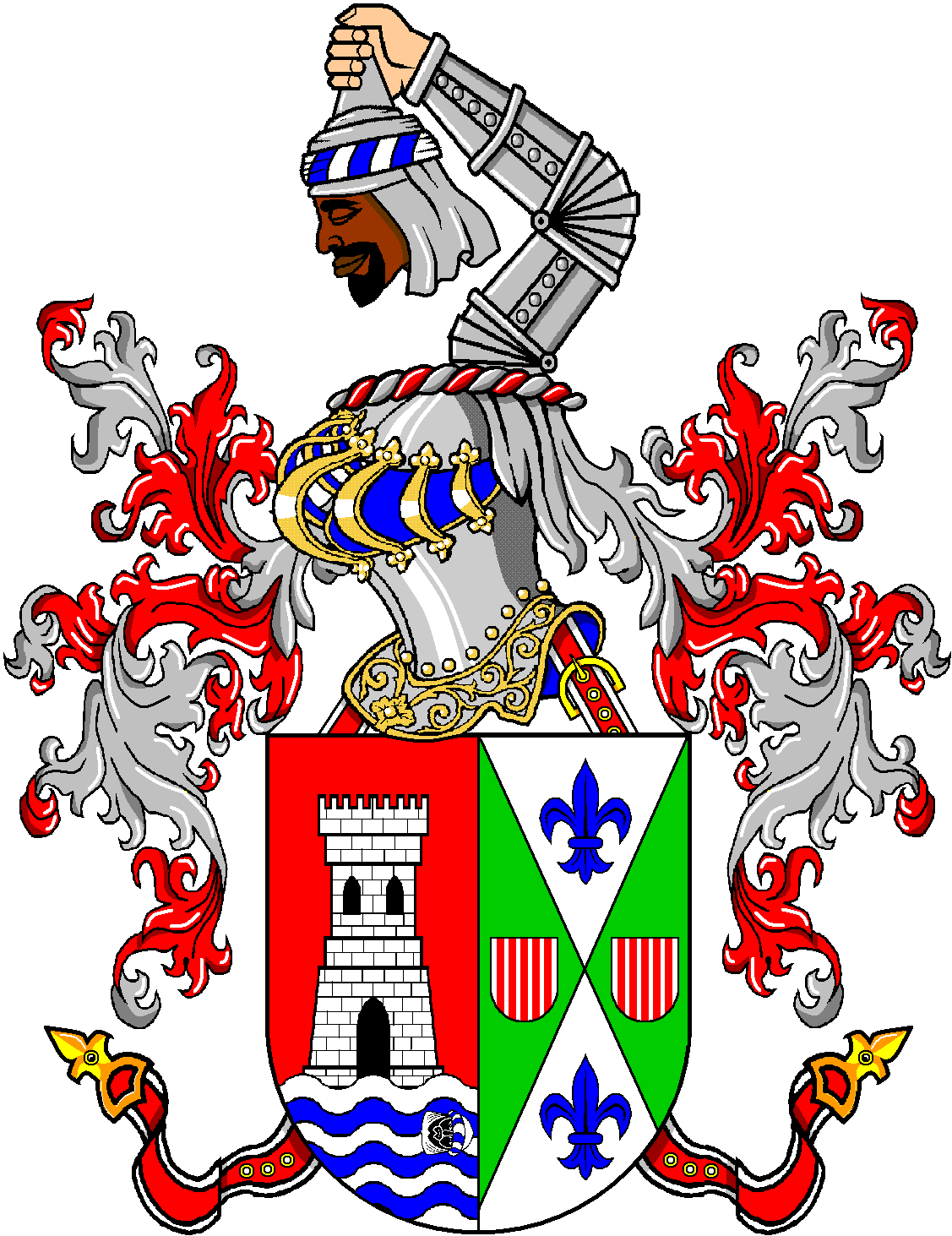
Brasão de Armas de Nobre Canelas (1671)

MANOEL NOBRE CANE LAS C.io DA ORDEM D XP.o NA.l DESTA CIDAD E M.or EM
PANA MA MANDOV FAZER ESTE CILeIRO P.a 30 MOIOS Q~ DX OV D.Rª.Pª.
ESMOLAS E 4 D T~ F.s D 25 M R~ SEV MAC P.ª D 55 CON 66 MC.as TVDO
ÇOBORDIN ADO AMIZÃ ANNO D 1675
```

MANUEL NOBRE CANELAS CAVALEIRO DA ORDEM DE CRISTO NATURAL DESTA CIDADE E MORADOR EM PANAMÁ MANDOU FAZER ESTE CELEIRO PARA 30 MOIOS QUE DEIXOU DE RENDA PARA ESMOLAS E 4 DOTES DE 25 MIL REIS E UMA CAPELA DO SANTÍSSIMO SACRAMENTO COM 66 MISSAS CANTADAS TUDO ÇOBORDINADO A MISERICÓRDIA ANO DE 1675. 